# Родано
Родано је насеље у Италији у округу Милано, региону Ломбардија.
Према процени из 2011. у насељу је живело 70 становника. Насеље се налази на надморској висини од 117 м.